# Patrizia Pasqui

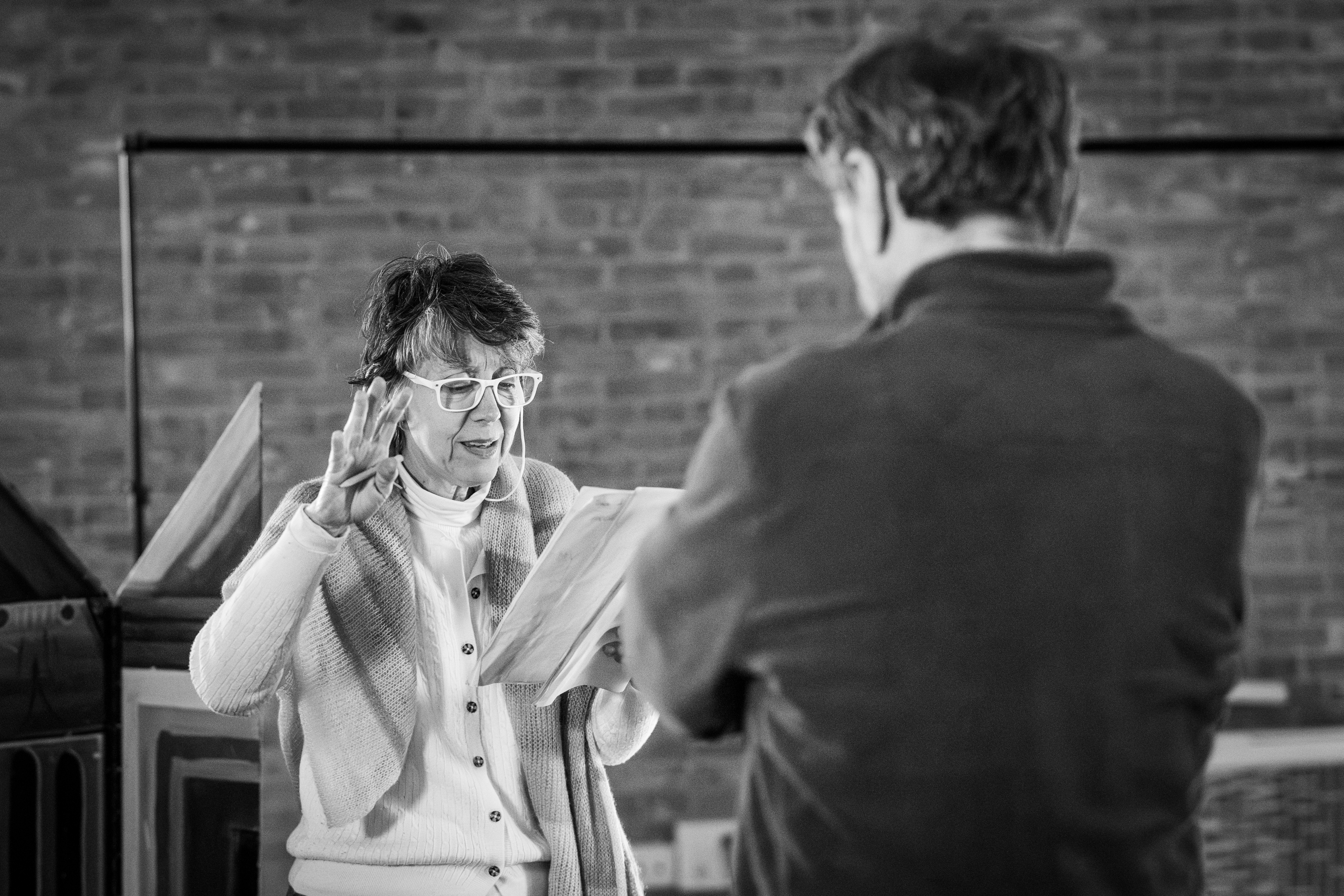
Patrizia Pasqui e Mario Spallino durante le prove dello spettacolo "Caterina, la madre di Leonardo" 30 dicembre 2024 (foto Marta Quaglierini)

Patrizia Pasqui (Chiavari, 11 maggio 1961) è una drammaturga e regista teatrale italiana.

## Biografia
Inizia la sua carriera artistica nella scuola di recitazione del Teatro Stabile di Genova, dove consegue il diploma di attrice. In seguito recita al cinema per Nicola Di Francescantonio e Dino Risi.
Dopo aver lavorato in varie compagnie teatrali (con Ugo Tognazzi, Arturo Brachetti, Mariangela Melato) come attrice, dal 1995 si dedica alla regia teatrale (collaborando con Giorgio Gaber, Marco Paolini e Sandro Luporini) e alla scrittura teatrale, scrivendo anche per Arturo Brachetti.
Dirige compagnie dialettali a Genova al teatro Carignano, al Teatro Sant'Agostino  e al Teatro Duse, ricevendo riconoscimenti per il suo apporto al teatro dialettale genovese, tra cui il primo premio della rassegna "Anna Caroli" con la commedia A föa do bestento.
Dal 1995 collabora con l'attore Mario Spallino, che porta in scena i suoi testi. Nell'ambito di questa collaborazione dalla fine degli anni novanta nasce una serie di monologhi, prodotti da Emergency e portati in tournée in Italia. I suoi testi sono incentrati sui temi cari all'ONG, quali guerra, povertà, diritti umani (in particolare quello alla salute) e pace. Lo spettacolo Stupidorisiko viene proposto anche in una versione ridotta per i ragazzi delle scuole secondarie, nell'ambito delle attività formative di Emergency.
Oltre a testi teatrali, è autrice di testi pubblicati in antologie.
Ha collaborato con Rai Radio Tre conducendo e dirigendo le trasmissioni Estate in Liguria a suon di banda e Arcobaleno.
Dall'anno accademico 2016-2017 inizia una collaborazione con l'Università di Pisa - corso di Economia Politica del prof. Mario Morroni.  Durante i seminari aiuta gli studenti a realizzare brevi copioni (nel caso specifico su temi economici), e cura le regie delle letture sceniche.  
E' attualmente (2025) in produzione il suo ultimo lavoro teatrale intitolato "Caterina, la madre di Leonardo" , tratto dal libro di Carlo Vecce, "Il sorriso Caterina", ed. Giunti. 

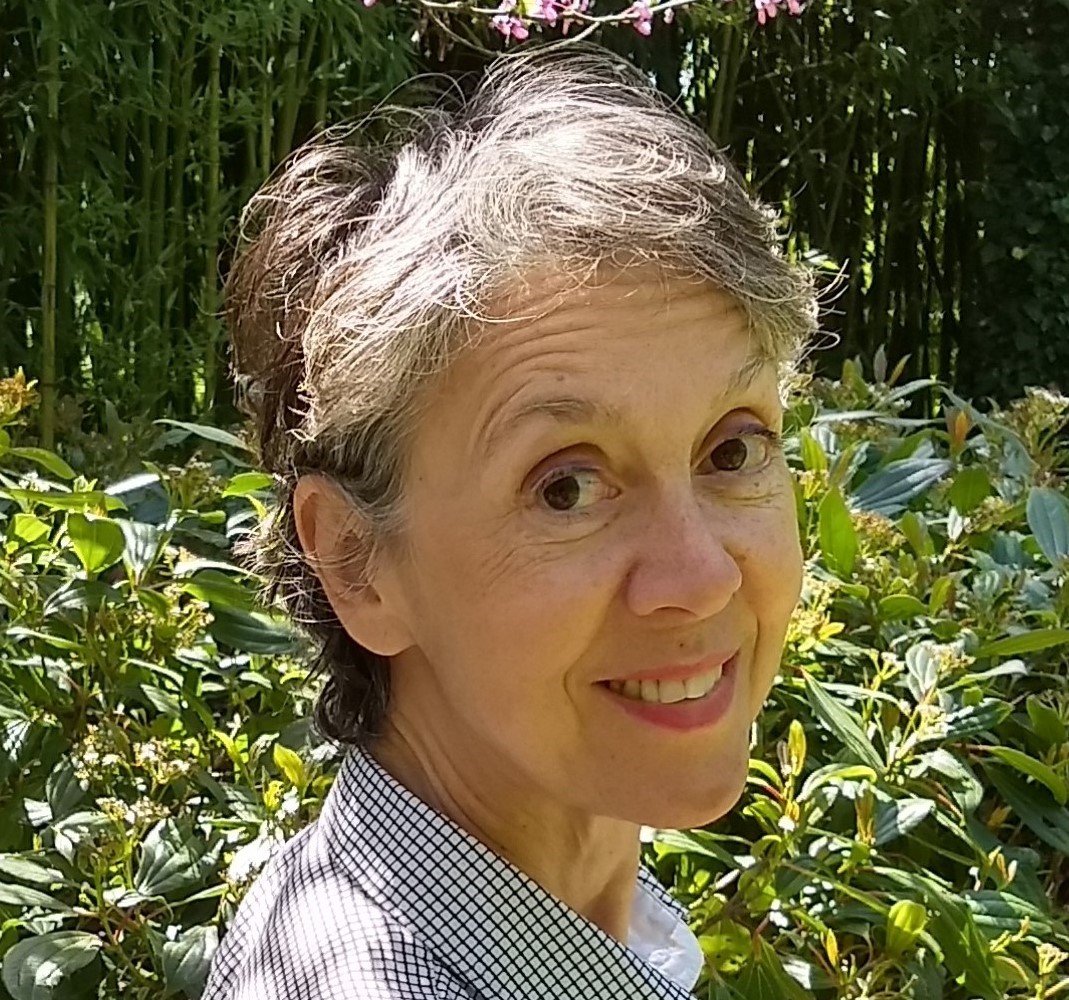
Patrizia Pasqui, maggio 2022

## Testi teatrali
- Le signore in giallo (2023)
- O nevo - Il nipote (2021)
- Pia e Damasco (2020)[4]
- C'era una volta la guerra (2018)[5]
- Vedove bella presenza
- Viaggio Italiano[6]
- La favola degli stenti
- Farmageddon – ovvero l'ultimo uomo sano[7]
- Etiopia detta Pia
- Stupidorisiko – una geografia di guerra[8]
- Maggiorenni!
- Storia di un soldato
- Le sorelle Tarocchi
- Il dottor Celine
- I diritti di Kamille
- Kamille va alla guerra
- La passione di Maria
- L'utopia nascosta di Francesco
- Uomini veri
- La divertente storia di S.Nicola ovvero Babbo Natale
- In due
- Tradimenti e fantasia
- La giullarata sacra, in collaborazione con Gian Piero Alloisio
- Il cerchio magico di Francesco
- L'asino vola
- L'educazione strumentale
- Il Capitano
- Barconetto da o çè
- A föa do bestento[9]
- Ofelia

## Pubblicazioni
- Il dottor Céline – Autoritratto (Patrizia Pasqui e Sandro Luporini), Viareggio, Mauro Baroni Editore, 2004
- La voce dell'isola, Roma, Il Filo, 2007
- Etiopia detta Pia, Cuneo, Nerosubianco editore, 2009
- Stupidorisiko, illustrazioni di Paolo Rui, Milano, Carthusia, 2011
- Farmageddon, Trieste, Scienza Express, 2012
- Stagioni. Quattro storie (e mezza) per Emergency, Tunué, 2017
- La lettera, Robin Edizioni, 2018